# Ганнерсбери

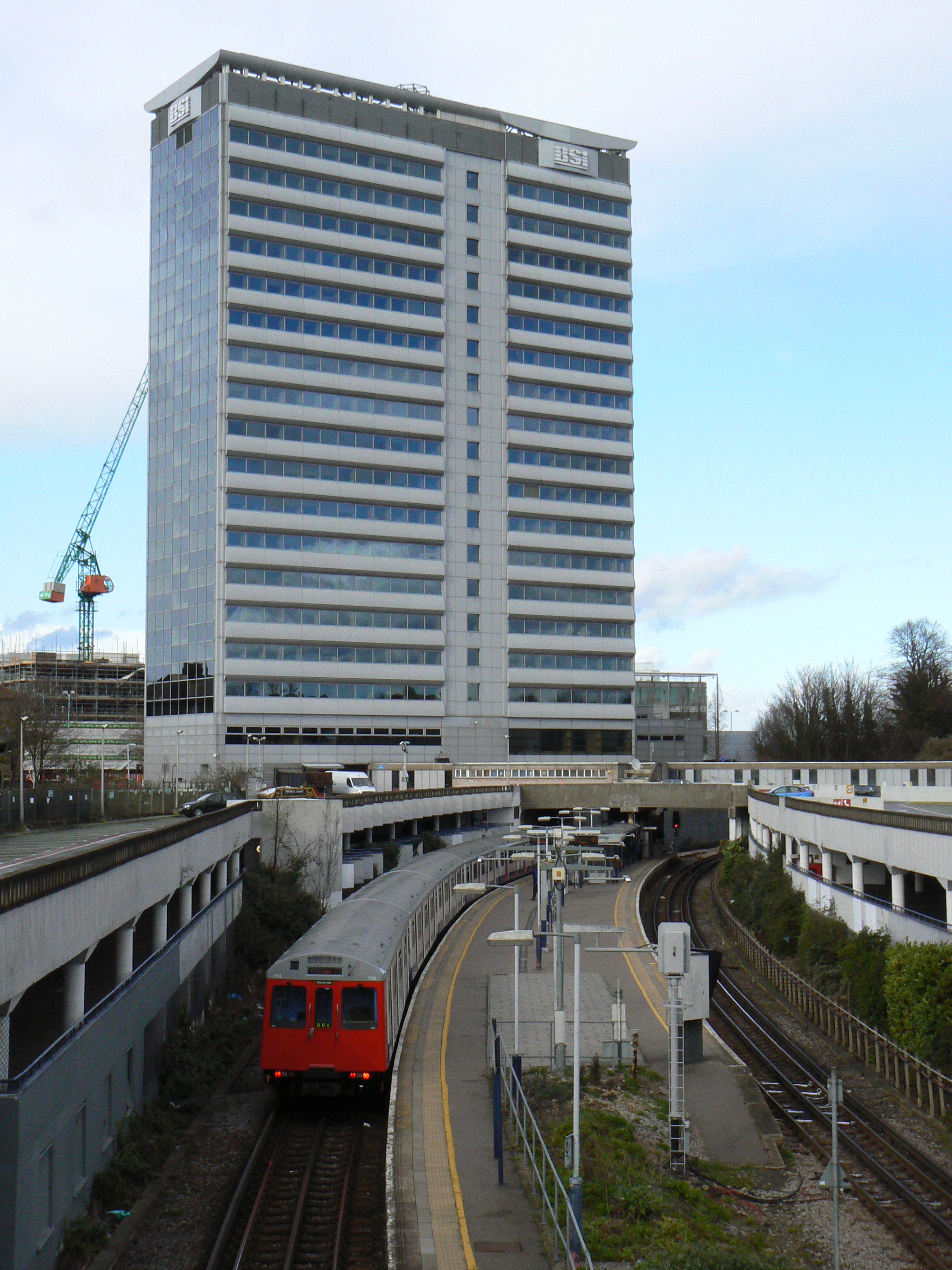
Британский институт стандартов

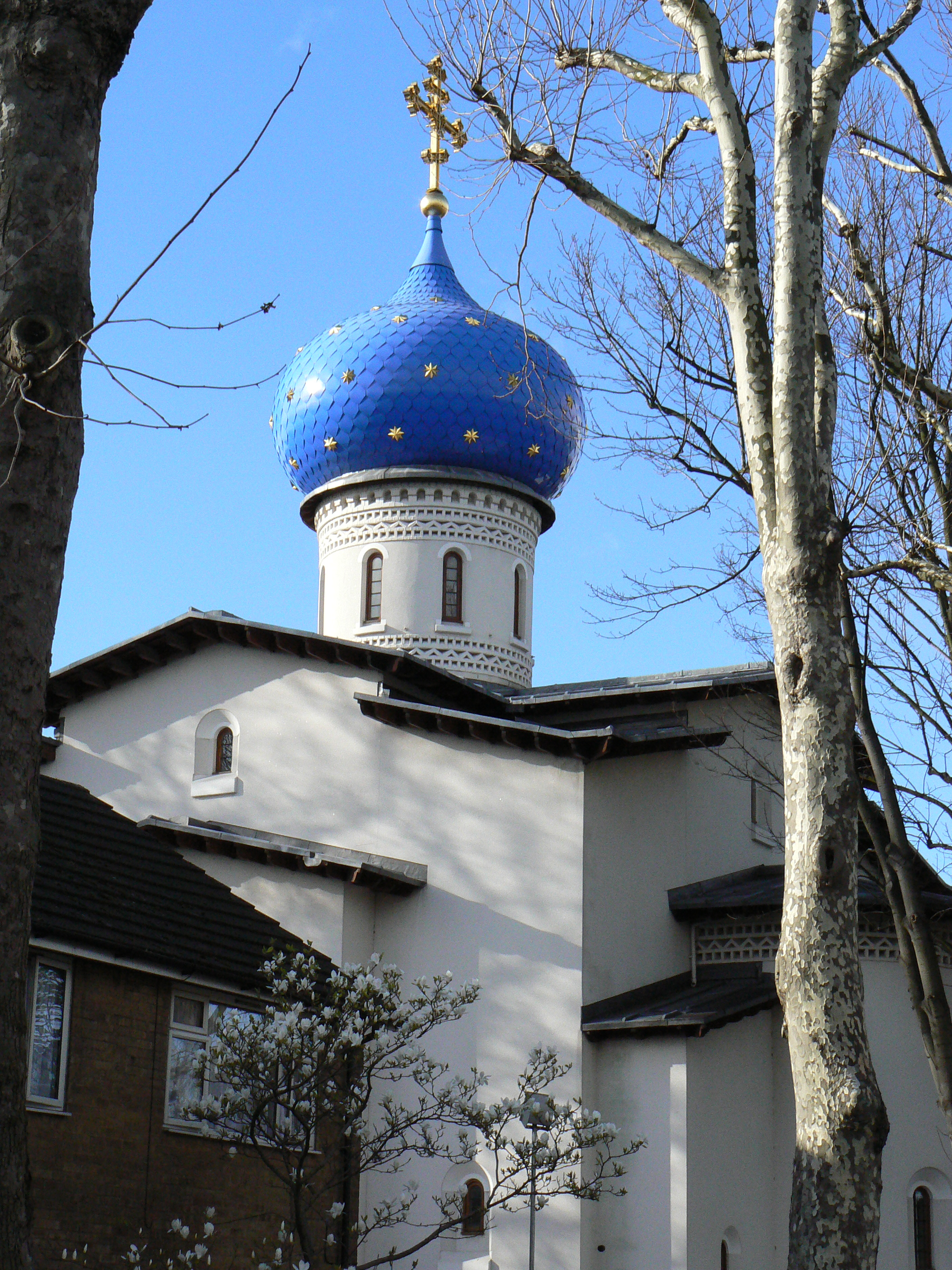
Успенский кафедральный собор на улице Гарвард-роуд, Ганнерсбери

Ганнерсбери (англ. Gunnersbury) — район Лондона, часть административного района (боро) Хаунслоу, с северной стороны граничащий с районом Илинг, расположенный в западной части Лондона. Площадь Ганнерсбери составляет менее половины квадратного километра и географически относится к западной части района Чизик. Почтовый код — W4.

## Топонимия
Название «Ганнерсбери» «Gunnersbury» означает «Поместье или усадьба женщины по имени Гуннхильда», это старое скандинавское имя с прибавленным к нему словом среднеанглийского языка -bury, что означает «поместье».

## Застройка
Ганнерсбери в основном застроен довоенными домами различных типов, включая многоквартирные дома, блокированную застройку, таунхаусы и отдельно стоящие дома, некоторые из которых были в муниципальной собственности.
В районе Ганнерсбери расположено 18-этажное здание Британского института стандартов (BSI). Под этим зданием располагается станция Ганнерсбери, относящаяся к линии Дистрикт лондонского метро, а также принимающая поезда лондонской городской электрички.
В 2001 году бывший гараж к северу от здания BSI был переоборудован в офисное здание «Чизик-бизнес-парк». Там располагаются офисы различных компаний: SBS Broadcasting Networks, Teletext Ltd, CBS News, Technicolor, Discovery Channels Europe, Intelsat, Singapore Airlines, Qantas Airlines, Foxtons Estate Agents и спортивный комплекс Esporta.
С восточной стороны расположен заповедник Треугольник Ганнерсбери (англ.). Это небольшой лес, в котором обитают разнообразные виды птиц, растений и прочей живности. Вход в заповедник свободный и расположен с южного конца улицы Болло-лэйн, в нескольких метрах от станции метро Чизуик-парк.

## Ближайшие районы
- Чизик
- Кью (англ.)
- Актон
- Брентфорд
- Мортлейк (англ.)

## Общественный транспорт

### Ближайшие станции метро
- Актон-Таун
- Ганнерсбери

### Ближайшие станции городской электрички
- Саут-Актон
- Ганнерсбери